# Emily Helen Butterfield

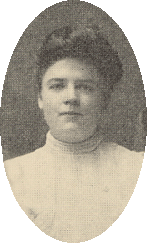
Emily Butterfield als Studentin (zwischen 1904 u 1907 bei der Sorority Alpha Gamma Delta)

Emily Helen Butterfield (* 4. August 1884 in Algonac; † 22. März 1958 auf Neebish Island) war eine US-amerikanische Frauenrechtlerin, Architektin, Künstlerin und Mitgründerin der Alpha Gamma Delta-Sorority und des Detroit Business Women’s Club. Sie gestaltete darüber hinaus etliche Wappen für amerikanische Studentenverbindungen.

## Biographie

### Leben
Emily Helen Butterfield wurde 1884 in Algonac im amerikanischen Bundesstaat Michigan geboren. Ihre Eltern waren Wells D. Butterfield, ein Architekt, und Helen Hassle; ihre Geschwister hießen Clayton und Duane. Sie besuchte verschiedene öffentliche Schulen in Detroit. Schon als Kind und Jugendliche entwickelte Butterfield künstlerische Ambitionen, welche ihr Vater unterstützte, der sie auf Studienreisen in den Westen der USA und nach Europa mitnahm.
1903 begann sie ein Studium der Architektur an der Syracuse University in New York, welches sie vier Jahre später erfolgreich abschloss. Sie wurde die erste offiziell zugelassene weibliche Architektin des Bundesstaats Michigan. Von 1917 bis 1935 betrieb sie gemeinsam mit ihrem Vater ein Architekturbüro, Butterfield and Butterfield, mit einer Spezialisierung auf Kirchenarchitektur. Zwei ihrer bekanntesten Objekte sind die First United Methodist Church (1921, Farmington) und die Highland Park Highschool (Highland Park). Butterfield gestaltete darüber hinaus auch Werkhallen, Ferienlager, Gewerbegebäude, Schulen und Privathäuser. 
Neben der Architektur interessierte sich Butterfield auch für Heraldik. 1931 brachte sie im Rahmen ihrer Verdienste um die Gestaltung der Wappen verschiedener Studentenverbindungen das Buch College Fraternity Heraldry heraus. 1933 folgte das Kinderbuch Young People’s History of Architecture, in welchem sie verschiedene Architekturstile kindgerecht aufbereitete. Zusätzlich veröffentlichte Butterfield einige Artikel für die Magazine House and Garden und Town and Country.
Als Künstlerin spezialisierte sich Butterfield auf Aquarelle und Federzeichnungen von Naturszenen. Ihre Werke wurden unter anderem in der J. L. Hudson Gallery (Detroit), im SCARAB Club (Detroit) und im Toledo Artists Club (Toledo) ausgestellt. 
Butterfield setzte sich auf Neebish Island, einer Insel im Nordosten Michigans, zur Ruhe. Während des Zweiten Weltkriegs arbeitete sie als Postmeisterin. Sie starb 1958.

### Engagement in Frauenvereinigungen
Butterfield gründete gemeinsam mit Emma Spoor und Grace Wright den Detroit Business Women’s Club, eine Vereinigung für Geschäftsfrauen. Butterfield war die erste Präsidentin dieser Vereinigung. Der Club wurde später Teil des Netzwerks der Business and Professional Women.

### Engagement im „Greek Life“

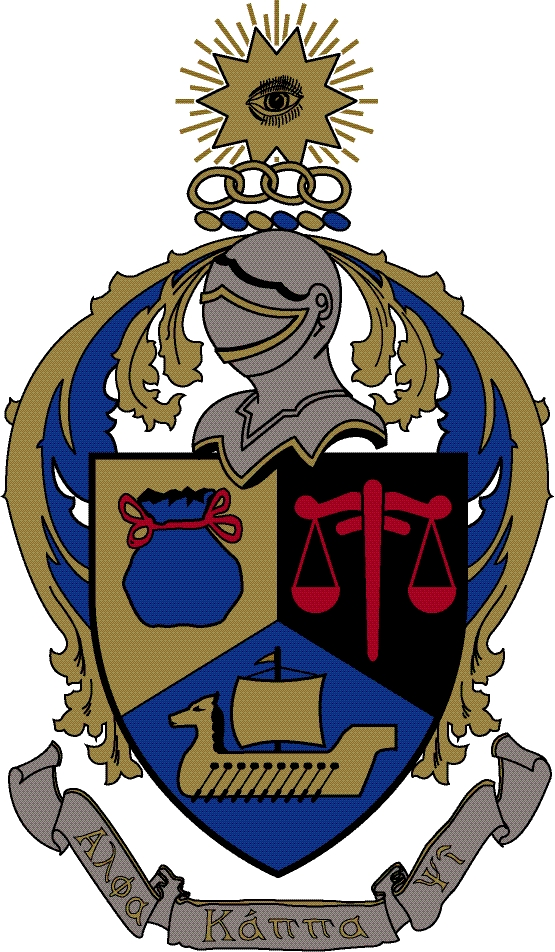
Von Butterfield gestaltetes Wappen der Alpha Kappa Psi

Butterfield war zeit ihres Lebens für verschiedene amerikanische Studentenverbindungen aktiv. Sie war Gründungsmitglied von Alpha Gamma Delta. Besonderen Einfluss nahm sie darüber hinaus als Gestalterin etlicher Wappen nationaler Verbindungen.
Neben ihrer künstlerischen Tätigkeit konzipierte sie 1920 auch das Ferienlager der Alpha Gamma Delta-Verbindung in Jackson. Bis 1924 war sie dort auch als Lagerleiterin angestellt. Butterfield war auch sieben Jahre als Redakteurin der Zeitschrift Alpha Gamma Delta Quarterly engagiert.

## Ehrungen
- Am 16. September 1987 wurde der von Butterfield und ihrem Vater gestaltete „Glen Oaks Country Club“ in Farmington in die List of Michigan State Historic Sites aufgenommen.
- 1989 wurde Butterfield in die Women’s Hall of Fame von Michigan aufgenommen.
- Am 11. November 2007 wurde die von Butterfield und ihrem Vater gestaltete First United Methodist Church in Farmington in die List of Michigan State Historic Sites aufgenommen.
- Butterfield wurde mit dem Circle of Epsilon Pi der Alpha Gamma Delta-Sorority geehrt.